# Milk and Sugar
 (mars 2025).
Si vous disposez d'ouvrages ou d'articles de référence ou si vous connaissez des sites web de qualité traitant du thème abordé ici, merci de compléter l'article en donnant les références utiles à sa vérifiabilité et en les liant à la section « Notes et références ».
Milk and Sugar, stylisé Milk & Sugar, est un groupe allemand de house music, et label discographique basé en Espagne. Les membres sont Mike Milk (de son vrai nom, Michael Kronenberger) et Steven Sugar (son vrai nom est Steffen Harning). Ils collaborent depuis 1993 sous divers noms, incluant Axis, Hitch Hiker and Jacques Dumondt, et Mike Stone and Steve Heller. Ils réalisent plusieurs succès dance dont un remix de Love Is In the Air, de John Paul Young.

## Histoire
Influencés dans le milieu des années 1990 par le mouvement disco espagnol, Kronenberger (alias Milk) et Harning (alias Sugar) s'associent en tant que DJ et duo de producteurs, en créant Milk and Sugar en 1997. Peu après, ils fondent leur propre label Milk and Sugar Recordings. Le label commence avec leurs propres productions, mais, dès 1998, ils commencent à signer des artistes comme Damien J. Carter, Tim Deluxe et Robbie Rivera. En 2000, Milk and Sugar Recordings reçoit le prix du meilleur label indépendant en Espagne.
Hormis Milk and Sugar, la signature la plus importante est celle de Kid Alex, qui, en 2003, avec son titre Young Love (Topless) et l'album Colorz, est signé dans le monde entier par Universal Music Group. En 2007, à l'expiration de son contrat, Kid Alex forme Boys Noize.
Milk and Sugar réussit à percer sur la scène internationale avec leur chanson Higher and Higher en 2000, que David Morales inclut sur un album de compilation. En 2001, la chanson Love Is in the Air se classe dans le Top 40 en Espagne, en Allemagne et au Royaume-Uni. La chanson comprend la piste vocale originale du tube de discothèque de Love Is in the Air, de John Paul Young, qui apparaît d'ailleurs dans la vidéo musicale avec Milk and Sugar. La même année, Milk and Sugar reçoivent le prix du meilleur DJ italien et entament une tournée avec Morales, Frankie Knuckles et Tony Humphries.
En 2003 sort Let the Sun Shine, une reprise du tube classé no 1 en 1969, dans un style musical venu d'Ibiza. C'est le plus gros succès de Milk and Sugar dans les classements. Il atteint la première place en Hongrie et dans le Billboard Hot Dance Club, ainsi que la 18e place au Royaume-Uni. Il est aussi classé en Grèce, aux Pays-Bas et en Espagne. La chanson est interprétée par la chanteuse et actrice britannique Lizzy Pattinson, la sœur de l'acteur Robert Pattinson, devenu la star de la saga Twilight.
Dans les années suivantes, Milk and Sugar travaillent à la fois comme DJ et remixeurs. Pour Jamiroquai, ils produisent le remix de Corner of the Earth, pour Janet Jackson, ils remixent C'mon Get Up, et pour Usher le titre My Way. Ils travaillent également pour No Angels, Mýa, Sarah Brightman, Samantha Mumba, Alex Gaudino, Room 5 et Despina Vandi.
Comme DJ, ils commencent à obtenir une expérience internationale à Ibiza, dans des clubs tels que l'Amnesia, Space et El Divino. Ils se produisent aussi au Royaume-Uni, en France, en Espagne, en Italie et dans divers pays du pourtour méditerranéen. Depuis 2002, ils jouent en Russie, Ukraine, Pologne, Hongrie, Moldavie, Roumanie et Biélorussie.
En 2005, Milk and Sugar réalisent un autre succès en Allemagne avec un remix de Howard Jones, What Is Love. Milk and Sugar travaillent également à Londres avec le compositeur-interprète Ayak Thiik (né en 1983 au Soudan). Au début, ils travaillent ensemble sur des pistes inspirées par la latin house, tels que Shut Up et Need Your Loving. Leur troisième collaboration, Stay Around (For this) apporte à Milk & Sugar un nouveau succès international. La chanson atteint la deuxième place au Brésil. Pour Let the Sun Shine 2009, Milk and Sugar fait équipe avec le chanteur jamaïcain Gary Nesta Pine et avec Bob Sinclar. Le titre prend la première place du Top des clubs britannique.
Les deux collaborations suivantes entre Milk and Sugar et Thiik sont You Got Me Burnin et Let The Love (Take Over) (no 1 du Top Club UK). En 2010, on aperçoit Milk and Sugar et Thiik dans leur single Crazy pendant un enregistrement en direct, lors du Planet Pop Event, qui se produit en 2009 à São Paulo, au Brésil. En 2010, ils remixent le titre Nah Neh Nah, du groupe belge Vaya Con Dios, qui atteint le Top 10 des ventes dans dix pays et reçoit un album d'or en Allemagne, en Autriche et en Suisse. Le titre est également nommé pour les prix Viva Comet TV comme « meilleur titre dance de l'année 2011 » en Allemagne. Leur production en juillet 2011 est un hommage à l'Afrique, où Milk & Sugar reprennent un titre du milieu des années 1990, interprété par Coumba Gawlo Seck, Pata Pata, avec un extrait de la version originale de 1967, de la chanteuse sud-africaine Miriam Makeba.

## Discographie
(mars 2025).

### Albums studio
- 2003 : Housemusic.de

1. Let The Sun Shine"
2. Lift Me Up
3. I Don't Understand
4. Stay Around
5. Trippin
6. Higher & Higher
7. Get Down! Stay Down!
8. I Got This Feeling
9. Paradise
10. Hahaha
11. Strange Magic
12. Together
13. Brandnew Feeling
14. Sunshine

- 2007 : 10 Years of Milk and Sugar – The Singles

1. Moving The House Tonight (Intro)"
2. Has Your Man Got Soul
3. Stay Around (For This)
4. Love Is In The Air
5. Jezabel
6. Lift Me Up
7. Don't Scratch Your Vinyl!
8. Let The Sunshine In
9. Shut Up
10. What Is Love
11. Nine To Five
12. Higher & Higher
13. I Like Housemusic (Interlude)
14. Take It Off
15. Did You Notice
16. Joy
17. We Are Milk & Sugar (Interlude)
18. Work
19. Pump Up The Jam
20. Make Luv
21. Gotta Tell You
22. So Much Love To Give
23. Brothers In Housemusic (Outro)

### Singles
- Milk & Sugar - Wicked Disco (1997)
- Milk & Sugar - Get Down To The Fever (1997)
- Mike Milk vs. Steven Sugar – Miss You Babe (2000)
- Milk & Sugar – Higher & Higher (2000)
- Milk & Sugar vs. John Paul Young – Love Is In The Air (2001)
- Milk & Sugar -  Lift me Up
- Milk & Sugar vs. Damien J. Carter – I Got This Feeling (2002)
- Milk & Sugar – Stay Around (2003)
- Milk & Sugar – Let The Sun Shine (2003)
- Milk & Sugar feat. 2kHz – Get Down! Stay Down! (2004)
- Milk & Sugar – Shut Up! (2004)
- Milk & Sugar et Howard Jones – What is Love 2005 (2005)
- Milk & Sugar – Jezabel (2005)
- Milk & Sugar – Has Your Man Got Soul (2006)
- Milk & Sugar pres. MS2 – Stay Around (For This) (2007)
- Milk & Sugar – Higher & Higher 2008 (2008)
- Milk & Sugar feat. Roxanne Wild – No No No (2008)
- Milk & Sugar feat. Ayak – You Got Me Burnin’  (2009)
- Milk & Sugar feat. Gary Nesta Pine – Let The Sun Shine (2009)
- Milk & Sugar feat. Ayak – Let The Love (Take Over) (2010)
- Milk & Sugar feat. Ayak & Lady Chann – Crazy (2010)
- Milk & Sugar vs. Vaya Con Dios - Hey (Nah Neh Nah) (2010)
- Milk & Sugar feat. Miriam Makeba - Hi-a Ma (Pata Pata) (2011)

### Autres collaborations
- Stone & Heller - San Francisco (1997)
- The Mike Milk Project – Extrovated Beat (1997)
- Border Queen – You Spin Me Round (1997)
- Mike Milk vs. Steven Sugar – It Looks Like Funk (1998)
- Mike Milk vs. Rat Pack – The Real Boogie (1998)
- Stone & Heller – San Francisco `99 (1999)
- Mike Milk vs. Steven Sugar – Cheesecake (1999)
- Robbie Rivera pres. Rhythm Bangers – Bang (2000)
- MS2 – Running Away (2002)
- Housemates – Without You (2006)
- DJ Dove & Milk & Sugar – Unkind (2006)
- Dino Moran With Milk & Sugar – Gumba Fire (2006)
- Housemates – Can't Get Enough (2008)

### Remixes
- Jutty Ranx – Be with You (EMI Music) (2013)
- I Blame Coco – Quicker (Island) (2010)
- Alex Gaudino – Watch Out (Ministry Of Sound) (2009)
- Paul Harris – Broken (2009)
- Paul Gardner feat. Peyton – You Can't Hide From Yourself (Milk & Sugar Rec) (2008)
- Yves Murasca – All About Housemusc (Milk & Sugar Rec) (2008)
- Masters At Work  – Work (AATW) (2007)
- Seasons Of Love – I Love NY (Boss) (2007)
- Candy Williams feat. Whiteside – Have It All (Milk & Sugar Rec) (2007)
- Steve Lawler – That Sound (Joia) (2005)
- Freeloaders – So Much Love To Give (AATW) (2005)
- Casanovy – I Need Your Lovin (Milk & Sugar Rec) (2005)
- Kraze – The Party (Milk & Sugar Rec) (2005)
- Room 5 – Make Luv (EMI Music) (2005)
- Despina Vandi – Opa, Opa (Ministry Of Sound) (2004)
- Preluders – Sundown (Polydor GER) (2004)
- Harry ChooChoo Romero – Mongobonix (Milk & Sugar Rec) (2004)
- King Britt – I Can't Wait (Brickhouse) (2004)
- Despina Vandi – Gia (Ministry Of Sound) (2003)
- Mr. On vs. JungleBrothers – Breathe Don't Stop (Positiva UK) (2003)
- Kid Alex – Fame / Shut Up (Milk & Sugar Rec) (2003)
- Lene – Pretty Young Thing (Positiva UK) (2003)
- Kid Creole – Stool Pigeon (Polydor GER) (2002)
- Edyta – Impossible (Virgin ) (2002)
- Jamiroquai – Corner Of The Earth (Sony Music) (2002)
- Tim Deluxe – It Just Won't Do (Milk & Sugar Rec) 2002
- Bel Amour – Bel Amour (Milk & Sugar Rec/Jive) (2001)
- No Angels – Rivers Of Joy (Polydor Zeitgeist) (2001)
- DB Boulevard – Point Of View (Airplane) (2001)
- Samantha Mumba – Gotta Tell You (Polydor UK) (2000)
- Robbie Rivera – Bang (Milk & Sugar Rec) (2000)
- Usher – My Way (BMG Ariola) (2000)
- Mýa – Free (Warner Music) (2000)
- Janet Jackson – C´mon Get Up (Virgin GER) (2000)
- Starship Troopers – Starship Troopers Movie (WEA/Maad) (1998)

### Compilations
- Discohouse Vol. 1 (BMG) (2000)
- Discohouse Vol. 2 (BMG) (2001)
- Vendetta Live Sessions Mixed by Milk & Sugar (Vendetta) (2002)
- 5 Years Of Milk & Sugar Recordings (Milk & Sugar Recordings) (2002)
- El Divino Ibiza Mixed by Milk & Sugar (Complete) (2002)
- Ritmo De Bacardi (Ministry Of Sound) (2003)
- Pacha Vol.5 Mixed by Milk & Sugar (Good Times Music) (2004)
- Milk & Sugar Summer Sessions 2004 (Milk & Sugar Recordings) (2004)
- Housemusic.de Reloaded (Milk & Sugar Recordings) (2004)
- Milk & Sugar Summer Sessions 2005 (Milk & Sugar Recordings) (2005)
- Milk & Sugar On A Mission 2005 (Milk & Sugar Recordings) (2005)
- Milk & Sugar Summer Sessions 2006 (Milk & Sugar Recordings) (2006)
- Milk & Sugar On A Mission 2006 (Milk & Sugar Recordings) (2006)
- 10 Years of Milk & Sugar (Milk & Sugar Recordings) (2007)
- Milk & Sugar Summer Sessions 2007 (Milk & Sugar Recordings) (2007)
- Milk & Sugar On A Mission 2007 (Milk & Sugar Recordings) (2007)
- Milk & Sugar Summer Sessions 2008 (Milk & Sugar Recordings) (2008)
- Milk & Sugar On A Mission 2008 (Milk & Sugar Recordings) (2008)
- Milk & Sugar Summer Sessions 2009 (Milk & Sugar Recordings) (2009)
- Milk & Sugar On A Mission 2009 (Milk & Sugar Recordings) (2009)
- Housemusic.de Chapter X (Milk & Sugar Recordings) (2010)
- Milk & Sugar Summer Sessions 2010 (Milk & Sugar Recordings) (2010)